# (22753) 1998 WT
1998 دابليو تي (ويعرف أيضًا باسم (22753) 1998 دابليو تي وفق تسمية الكوكب الصغير) (بالإنجليزية: 1998 WT)‏ هو كويكب ضمن حزام الكويكبات؛ وترتيبه 22753 من حيث الاكتشاف.
اكتُشف هذا الجُرم الفلكي بواسطة بحث لنكولن عن الكويكبات القريبة من الأرض في 16 نوفمبر 1998.

## وصلات خارجية
- (22753) 1998 WT في قاعدة بيانات مختبر الدفع النفاث لأجرام النظام الشمسي الصغيرة

- الاكتشاف · مخطط المدار ·  العناصر المدارية · المعلمات المادية

- (22753) 1998 WT على موقع ويكي سكاي: DSS2, SDSS, GALEX, IRAS, Hydrogen α, X-Ray, Astrophoto, Sky Map, Articles and images